# Wincenty Jastrzębski (prezydent Skierniewic)
Wincenty Jastrzębski (ur. 1937) – polski nauczyciel i działacz państwowy, były prezydent Skierniewic. 

## Życiorys
Z zawodu jest nauczycielem, pełnił funkcję dyrektora Szkoły Podstawowej nr 2 w Skierniewicach. Był również przewodniczącym Rady Wojewódzkiej Społecznych Ognisk Artystycznych w Skierniewicach, a także organizatorem i współorganizatorem Skierniewickiego Towarzystwa Muzycznego im. Fryderyka Chopina oraz Państwowej Szkoły Muzycznej I Stopnia. Zasiadał w Miejskiej Radzie Narodowej Skierniewic, pełniąc funkcję przewodniczącego Komisji Oświaty i Wychowania oraz członka prezydium MRN. W latach 1981–1983 był prezydentem Skierniewic. 
Przez szereg lat działał w Towarzystwie Przyjaciół Dzieci. W 2000 odznaczony wyróżnieniem „Zasłużony dla Skierniewic”. W grudniu 2000 zasiadł w zarządzie miasta Skierniewice jako kandydat SLD.